# 佐藤汐
佐藤汐（さとうしお）は日本の元ソロアイドル 。「お砂糖とお塩で、佐藤汐」がキャッチフレーズ。「日本初！世界初！？ライブバス」でお馴染みの株式会社フレッサ音楽事業部に2022年12月末まで所属していた。2月15日生まれ（水瓶座）。宮城県気仙沼市出身。身長151cm。血液型A型。

## 略歴

### 2021年
- 2月14日 Yokohama mint hall（旧 横浜O-SITE）にて、フルバンドを率いてのデビューライブを開催。MCには人気アイドルグループ「monogatari」の元メンバー２人を迎え、【入場料無料】という異例の規模館での開催となった。同日、自身のデビュー曲『My direction』を含む４曲入りCDを発売。
- 現在は閉店しているが3月22日 半年間の研修の末に、自身のリラクゼーションサロンをオープン。心も体もリフレッシュできるサロンとして「Hearts」という店名を掲げ、ライブ以外の日に店頭に立っていた。
- 7月7日 ユニット『もんしゅしゅ』への加入を発表。ユニット内でのイメージカラーは水色。
- 7月22日 渋谷Milkywayにて自身のレコ発主催ライブを開催。デビューライブ以来のフルバンド形式でのステージを届け、満員の観客を沸かせた。同日ニューシングル「Sparkle」をリリース。

### 2022年
- 1月15日のライブをもってユニット『もんしゅしゅ』を脱退。ソロ活動への専念を表明。

- 2月13日 渋谷Milkywayにて自身初の生誕祭＆１周年ライブを開催。主催ライブでは恒例となっているフルバンドでのステージで満員の客席を沸かせた。
- 7月11日グループアイドル「絶対平和主義」に初期メンバーとして加入を発表。
- 9月11日には初のワンマンライブを開催。フルアルバム「S」をリリース。
- 12月31日自身のアイドル引退となる卒業公演をデビューと同じ会場Yokohama mint hall（旧 横浜O-SITE）にて開催。この日を以て1年10ヶ月の活動にピリオドを打つ。

## 人物
趣味はYouTubeを観ること。ラッキーカラーが紫と聞いてから、自身のイメージカラーを紫としている。
小学生の頃ピアノを４年間習っていたこともあり、自身のSNSでピアノ演奏動画を載せたり、アコースティックギターの弾き語り動画を載せることもある。
特技は口を曲げること。（YouTube佐藤汐ちゃんねる「佐藤汐へ100の質問！（前編）」で披露）
ナンと餃子と唐揚げとパクチーが好物。スースーするという理由でヤングコーンを苦手としていたが克服した。唯一苦手な食べ物はSOYJOY。
女性アイドル全般が好きで、自身がアイドルのライブに通っていた時期もある。憧れのアイドルは元Dorothy little happyの髙橋麻里。

## テレビ

### 2021年
- 7〜９月 テレビ埼玉『ロンブー亮と極楽山本の ARIGATEENA TV』にレギュラー出演。
- 12月27日（月）放送のテレビ東京『大食い女王決定戦2022 予選』に出演。

### 2022年
- 2月3日（水）WALLOP放送局「IDOL PL@net ちゃんねる」生放送に出演。

## ラジオ

### 2021年
- 5月24日 FM大阪『Nj on the Radio!』にて楽曲『replica』がオンエアされる
- 6月8日 FM戸塚『Evening station』にゲスト出演

## YouTube
『佐藤汐ちゃんねる』を運営。毎週動画を公開している。

### 主なコラボ作品

#### 2021年
- 1月27日  公開「ですよ。」さんと、あーいとぅいまてーん講座！
- 2月24日 公開「バイク川崎バイク」さんと、BKB講座！
- 4月7日 公開「八幡カオル」さん、サロンにご来店！
- 6月9日 公開「具志堅用高」さんと、面白エピソード・シャドーボクシング講座

## ディスコグラフィー

### 2021年

#### 1st『My direction』（2月14日発売）
1. My direction
2. フリージア
3. パズル
4. replica

#### ２nd『Sparkle』（7月22日発売）
1. Sparkle
2. 七色の風

### 2022年

#### 3rd『S』（9月11日発売）
1. My direction(2022ver.)
2. フリージア(2022ver.)
3. パズル(2022ver.)
4. replica(2022ver.)
5. Sparkle
6. 七色の風
7. 僕だけの明日
8. Clover
9. じんせい